# RC Tatra Smíchov
Rugby Club Tatra Smíchov je pražský ragbyový klub založený v roce 1958 jako TJ Tatra Smíchov ČKD, od roku 1994 pak pod současným názvem. 
Klubové barvy: černá a bílá
Rok založení: 1958
Prezidenti:
Antonín Kratochvíl (1958-1965)
Jaroslav Nedoma (1965-1991)
Ladislav Procházka (1991-1993)
Josef Fatka (1993-1993)
Zdeněk Pelnář (1993-1995)
Vladislav Petras (1995-1999)
Antonín Brabec st. (1999-2006)
Roman Rygl (2006-dosud)

Historické názvy klubu:
TJ Tatra Smíchov ČKD (1958-1994)
RC Tatra Smíchov (1994-dosud)
Zakládající členové klubu:
Jaroslav Nedoma, Jindřich Veniger, Miroslav Koutský
Členská základna (2023):
606 aktivních členů, z toho 420 dětí.
Největší úspěchy klubu:
MUŽI
Mistr republiky:
1. místo: 1995, 1997, 2003, 2007, 2008, 2013, 2018, 2025
2. místo: 1977, 1979, 1980, 1982, 2002, 2005, 2006, 2010, 2016, 2017, 2019, 2022
3. místo: 1999, 2001, 2004, 2015, 2021,2023, 2024
Vítěz Československého / Českého poháru:
1980, 1981, 1983, 1995, 1997, 2003, 2006, 2009, 2011, 2024
Vítěz poháru Tondy Frydrycha:
2003, 2004, 2007, 2013, 2025
Mistr republiky v ragby 7:
2007, 2008, 2009, 2019, 2020, 2021, 2023, 2025
ŽENY 
Mistryně republiky XV: 2015, 2019
Mistryně republiky v ragby 7: 2020, 2022
DÍVKY U19 
Mistryně republiky: 2008, 2009
JUNIOŘI U18
Mistr republiky: 2010, 2023, 2024, 2025
KADETI U16
Mistr republiky: 1996, 2007, 2013, 2016,2022, 2023, 2024, 2025
STARŠÍ ŽÁCI U14
Mistr republiky: 1988, 2006, 2009, 2011, 2015, 2022, 2023, 2025
MLADŠÍ ŽÁCI U6-U8-U10-U12
Mistr republiky: 1999, 2000, 2009, 2015
Rugby Club Tatra Smíchov za dobu své existence prokázal, že je schopen uspokojit chuť mladých lidí rozvíjet své schopnosti a dosahovat vítězství. Dokázal vytvořit kolektiv lidí, kteří vědí, co znamená moci se spoléhat jeden na druhého a předávat myšlenky fair play hry dalším generacím sportovců.
Naše hřiště se stalo místem setkání pro řadu generací sportovců, místem pro podávání sportovních výkonů a relaxaci dětí i dospělých.
Rugby Club Tatra Smíchov, z.s.
Adresa sídla:
Štefánikova 65, 150 00 Praha 5
Adresa stadionu:
FCC RUGBY ARENA
Smrčinská ul., 150 00 Praha 5
Adresa 2. hřiště:
Běžecká 2407/2, 169 00 Praha 6